# Open Motif
Open Motif (ou officieusement OpenMotif) est une distribution du code source des outils de programmation Motif de l'Open Group, les propriétaires de Motif.
Open Motif possède les mêmes fonctionnalités et code source que Motif, mais depuis 2012, elle est disponible sous une licence libre (GNU Lesser General Public License LGPL-2.1-or-later) qui permet sa redistribution si la plateforme cible est libre. Open Motif est donc une alternative libre à Motif, dont l'utilisation et la distribution nécessitent le paiement de royalties.
En d'autres termes, la licence d'Open Motif permet aux développeurs de remplacer Motif (dont certaines applications dépendent toujours) par Open Motif, et supprime le paiement des royalties si la plateforme cible de l'application est elle-même open source. Ces plateformes incluent notamment GNU/Linux et les différentes variantes de BSD.
Open Motif a été distribué pour rendre plus facile l'accès aux applications utilisant Motif sur des plateformes libres (en étendant de ce fait le marché des distributeurs d'applications Motif).
La première distribution d'Open Motif a vu le jour pour la version 2.1.30 en mai 2000. La dernière version disponible est la 2.3 depuis le 7 juin 2007. Cette dernière version apporte beaucoup d'améliorations telles que le support des jeux de caractères Unicode et l'anti-aliasing des polices d'écriture (ces fonctionnalités existaient depuis longtemps dans les bibliothèques Qt et GTK+). Elle est téléchargeable à partir du site du projet (voir ci-dessous)